# Serranochromis altus
Serranochromis altus es una especie de peces de la familia Cichlidae en el orden de los Perciformes.

## Morfología
Los machos pueden llegar alcanzar los 56 cm de longitud total.

## Distribución geográfica
Se encuentra en Botsuana, Zambia y Namibia.